# Rocket to Russia

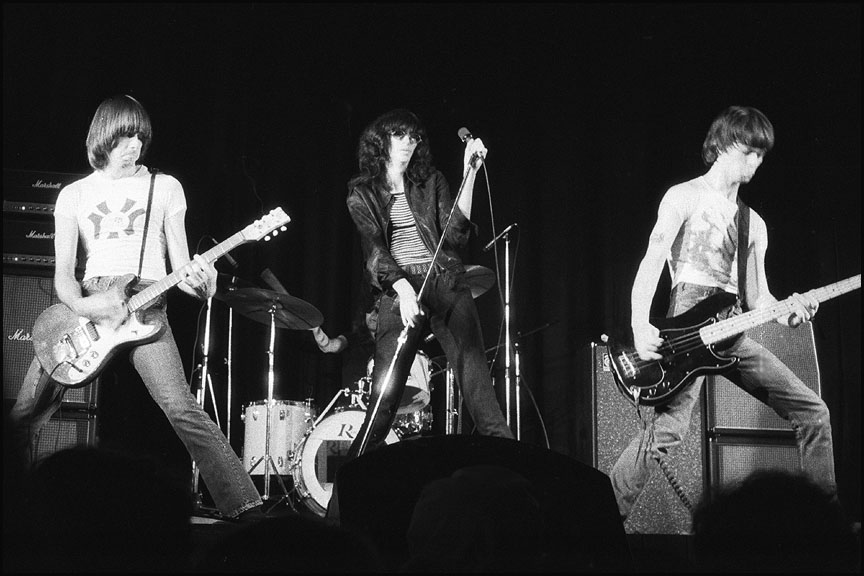
Ramones

Rocket to Russia – trzeci album studyjny amerykańskiego zespołu punkrockowego Ramones, wydany 4 listopada 1977 roku przez Sire Records. Reedycja z 2001 (Rhino Records) została uzupełniona dodatkowymi utworami.
W 2003 album został sklasyfikowany na 105. miejscu listy 500 albumów wszech czasów magazynu „Rolling Stone”.

## Lista utworów
| 1.  | „Cretin Hop” (Tommy Ramone/Johnny Ramone/Dee Dee Ramone)             | 1:55  |
|     |                                                                      |       |
| 2.  | „Rockaway Beach” (Dee Dee Ramone)                                    | 2:06  |
|     |                                                                      |       |
| 3.  | „Here Today, Gone Tomorrow” (Joey Ramone)                            | 2:47  |
|     |                                                                      |       |
| 4.  | „Locket Love” (Dee Dee Ramone)                                       | 2:09  |
|     |                                                                      |       |
| 5.  | „I Don’t Care” (Joey Ramone)                                         | 1:38  |
|     |                                                                      |       |
| 6.  | „Sheena Is a Punk Rocker” (Joey Ramone)                              | 2:49  |
|     |                                                                      |       |
| 7.  | „We’re a Happy Family” (Joey Ramone)                                 | 2:47  |
|     |                                                                      |       |
| 8.  | „Teenage Lobotomy” (Dee Dee Ramone)                                  | 2:00  |
|     |                                                                      |       |
| 9.  | „Do You Wanna Dance?” (Bobby Freeman)                                | 1:52  |
|     |                                                                      |       |
| 10. | „I Wanna Be Well” (Joey Ramone)                                      | 2:28  |
|     |                                                                      |       |
| 11. | „I Can't Give You Anything” (Dee Dee Ramone)                         | 1:57  |
|     |                                                                      |       |
| 12. | „Ramona” (Tommy Ramone/Joey Ramone/Dee Dee Ramone/Johnny Ramone)     | 2:35  |
|     |                                                                      |       |
| 13. | „Surfin’ Bird” (Carl White/Alfred Frazier/John Harris/Turner Wilson) | 2:37  |
|     |                                                                      |       |
| 14. | „Why Is It Always This Way?” (Joey Ramone)                           | 2:32  |
|     |                                                                      |       |
|     |                                                                      | 32:12 |
|     |                                                                      |       |

### CD 2001 (Rhino Records)
| 1. | „Needles & Pins” (Early Version) (Sonny Bono/Jack Nitzsche)    | 2:24  |
|    |                                                                |       |
| 2. | „Slug” (Demo) (Joey Ramone)                                    | 2:23  |
|    |                                                                |       |
| 3. | „It’s a Long Way Back to Germany” (UK B-side) (Dee Dee Ramone) | 2:22  |
|    |                                                                |       |
| 4. | „I Don’t Care” (Single Version)                                | 1:40  |
|    |                                                                |       |
| 5. | „Sheena Is a Punk Rocker” (Single Version)                     | 2:48  |
|    |                                                                |       |
|    |                                                                | 11:37 |
|    |                                                                |       |

## Skład
- Joey Ramone – wokal
- Johnny Ramone – gitara
- Dee Dee Ramone – gitara basowa
- Tommy Ramone – perkusja, producent
- Tony Bongiovi – producent
- Ed Stasium – inżynier dźwięku
- Don Berman – asystent inżyniera dźwięku
- Greg Calbi – mastering
- Danny Fields – fotograf
- John Holmstrom – grafika